# رسانای الکتریکی

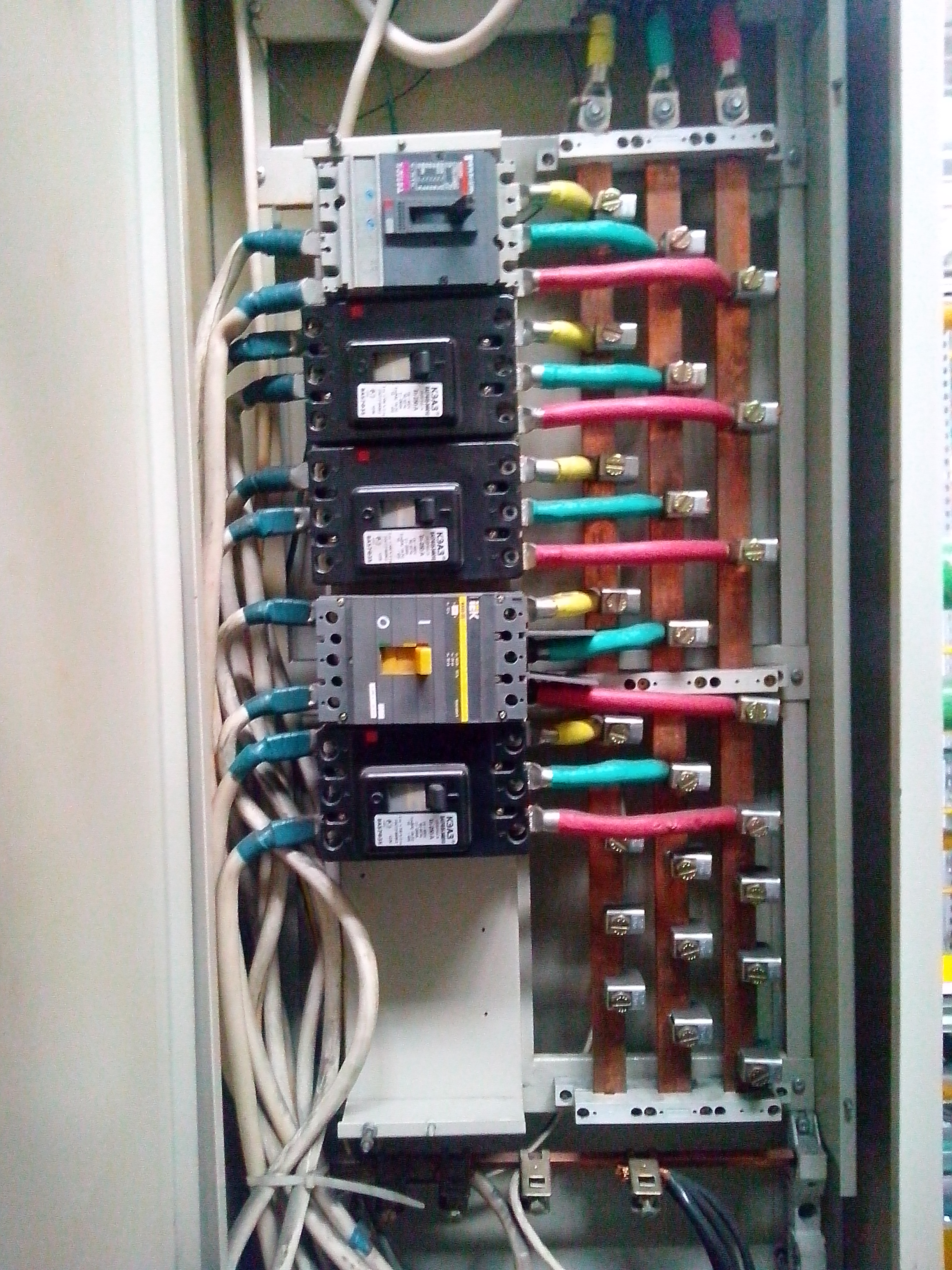
رسانای الکتریکی

رسانای الکتریکی به هر ماده‌ای که جریان الکتریکی را به خوبی از خود عبور دهد گفته می‌شود. علت اصلی رسانا بودن برخی مواد این است که الکترون‌های آن‌ها می‌توانند به راحتی از اتم خارج شوند و به حرکت دربیایند. یک سیم فلزی، یک رسانای الکتریکی است. (در رساناهای مایع مانند آب نمک، یون‌ها هستند که حرکت می‌کنند). رسانایی الکتریکی مواد مختلف با هم متفاوت است.
متداول ترین رساناهای الکتریکی، فلزات هستند، چراکه الکترون‌های آزاد در پیوند فلزی دارن
د. رساناهای متداول، از مس تقریباً خالص با انعطاف‌پذیری کافی، یا از آلومینیوم یا آلیاژهای مخصوص ساخته می‌شوند. سطح مقطع رساناها با توجه به مقدار جریان و کاربرد، در اندازه‌های گوناگون و شکل‌های متفاوت تعیین می‌شود.
از رساناهای الکتریکی، نقره، مس، طلا، آلومینیوم هستند. گاهی به دلیل رسانایی بالا و نیز مقاومت در برابر خوردگی، از طلا در وسایل الکترونیکی استفاده می‌شود. اینکه تصور می‌شود طلا، رسانایی بیشتری نسبت به مس دارد درست نیست؛ دلیل استفاده از طلا در وسایل الکترونیکی، مقاومت زیاد آن در برابر خوردگی و زنگ‌زدن است.
ازجمله نافلزهای رسانا گرافیت، پلیمرهای رسانا هستند. گرافیت الکتریسیته را به راحتی هدایت می‌کند؛ زیرا بین لایه‌های اتم‌های کربن الکترون وجود دارد. و تمامی فلزات نیز رسانای الکتریسیته‌اند.
| مواد          | ρ [Ω·m] در ۲۰°C | σ [S/m] در ۲۰°C |
| ------------- | --------------- | --------------- |
| نقره، Ag      | ۱٫۵۹ × ۱۰−۸     | ۶٫۳۰ × ۱۰۷      |
| مس، Cu        | ۱٫۶۸ × ۱۰−۸     | ۵٫۹۶ × ۱۰۷      |
| آلومینیوم، Al | ۲٫۸۲ × ۱۰−۸     | ۳٫۵۰ × ۱۰۷      |